# Campionati del mondo di atletica leggera indoor
I Campionati del mondo di atletica leggera al coperto (in inglese World Athletics Indoor Championships) sono una competizione sportiva internazionale a cadenza biennale organizzata dalla World Athletics, in cui si assegnano i titoli mondiali indoor delle diverse specialità dell'atletica leggera maschile e femminile.
Si tennero per la prima volta a Parigi nel 1985 con il nome di Giochi mondiali indoor; dall'edizione successiva del 1987 vennero rinominati Campionati del mondo di atletica leggera indoor. La competizione si è svolta ogni due anni fino alle due edizioni consecutive del 2003 e 2004, spostamento necessario per poterli alternare ai Campionati del mondo di atletica leggera outdoor.

## Edizioni
| Edizione | Anno | Città        | Nazione     | Data            | Sede                                        |
| -------- | ---- | ------------ | ----------- | --------------- | ------------------------------------------- |
| 0        | 1985 | Parigi       | Francia     | 18 - 19 gennaio | Palais omnisports de Paris-Bercy            |
| 1        | 1987 | Indianapolis | Stati Uniti | 6 - 8 marzo     | Hoosier Dome                                |
| 2        | 1989 | Budapest     | Ungheria    | 3 - 5 marzo     | Budapest Sportcsarnok                       |
| 3        | 1991 | Siviglia     | Spagna      | 8 - 10 marzo    | Palacio Municipal de los Deportes San Pablo |
| 4        | 1993 | Toronto      | Canada      | 12 - 14 marzo   | SkyDome                                     |
| 5        | 1995 | Barcellona   | Spagna      | 10 - 12 marzo   | Palau Sant Jordi                            |
| 6        | 1997 | Parigi       | Francia     | 7 - 9 marzo     | Palais omnisports de Paris-Bercy            |
| 7        | 1999 | Maebashi     | Giappone    | 5 - 7 marzo     | Green Dome Maebashi                         |
| 8        | 2001 | Lisbona      | Portogallo  | 9 - 11 marzo    | Pavilhão Atlântico                          |
| 9        | 2003 | Birmingham   | Regno Unito | 14 - 16 marzo   | National Indoor Arena                       |
| 10       | 2004 | Budapest     | Ungheria    | 5 - 7 marzo     | Budapest Sports Arena                       |
| 11       | 2006 | Mosca        | Russia      | 10 - 12 marzo   | Olimpijskij                                 |
| 12       | 2008 | Valencia     | Spagna      | 7 - 9 marzo     | Palau Luis Puig                             |
| 13       | 2010 | Doha         | Qatar       | 12 - 14 marzo   | Aspire Dome                                 |
| 14       | 2012 | Istanbul     | Turchia     | 9 - 11 marzo    | Ataköy Athletics Arena                      |
| 15       | 2014 | Sopot        | Polonia     | 7 - 9 marzo     | Ergo Arena                                  |
| 16       | 2016 | Portland     | Stati Uniti | 17 - 20 marzo   | Oregon Convention Center                    |
| 17       | 2018 | Birmingham   | Regno Unito | 1º - 4 marzo    | Barclaycard Arena                           |
| 18       | 2022 | Belgrado     | Serbia      | 18 - 20 marzo   | Štark Arena                                 |
| 19       | 2024 | Glasgow      | Regno Unito | 1º - 3 marzo    | Emirates Arena                              |
| 20       | 2025 | Nanchino     | Cina        | 21 - 23 marzo   | Cube - Nanjing Youth Olympic Sports Park    |
| 21       | 2026 | Toruń        | Polonia     | 20 - 22 marzo   | Arena Toruń                                 |

## Record dei campionati

### Maschili
Statistiche aggiornate a Belgrado 2022.
| Specialità        | Prestazione | Atleta                                                     | Nazione                   | Data          | Luogo                   |         |
| ----------------- | --- | ---------------------------------------------------------- | ------------------------- | ------------- | ----------------------- | ------- |
| 60 m piani        | 6"37 | Christian Coleman                                          | Stati Uniti               | 3 marzo 2018  | Birmingham, Regno Unito |         |
| 200 m piani       | 20"10 | Frank Fredericks                                           | Namibia                   | 6 marzo 1999  | Maebashi, Giappone      |         |
| 400 m piani       | 45"00 | Jereem Richards                                            | Trinidad e Tobago         | 19 marzo 2022 | Belgrado, Serbia        |         |
| 800 m piani       | 1'42"67 | Wilson Kipketer                                            | Danimarca                 | 9 marzo 1997  | Parigi, Francia         |         |
| 1 500 m piani     | 3'32"77 | Samuel Tefera                                              | Etiopia                   | 20 marzo 2022 | Belgrado, Serbia        |         |
| 3 000 m piani     | 7'34"71 | Haile Gebrselassie                                         | Etiopia                   | 9 marzo 1997  | Parigi, Francia         |         |
| 60 m ostacoli     | 7"29 | Grant Holloway                                             | Stati Uniti               | 20 marzo 2022 | Belgrado, Serbia        |         |
| Salto in alto     | 2,43 m | Javier Sotomayor                                           | Cuba                      | 4 marzo 1989  | Budapest, Ungheria      |         |
| Salto con l'asta  | 6,20 m | Armand Duplantis                                           | Svezia                    | 20 marzo 2022 | Belgrado, Serbia        |         |
| Salto in lungo    | 8,62 m | Iván Pedroso                                               | Cuba                      | 7 marzo 1999  | Maebashi, Giappone      |         |
| Salto triplo      | 17,90 m | Teddy Tamgho                                               | Francia                   | 14 marzo 2010 | Doha, Qatar             |         |
| Getto del peso    | 22,53 m | Darlan Romani                                              | Brasile                   | 19 marzo 2022 | Belgrado, Serbia        |         |
| Eptathlon         | 6 645 punti | Ashton Eaton                                               | Stati Uniti               | 10 marzo 2012 | Istanbul, Turchia       |         |
| Eptathlon         | \| 60 m \| Lungo \| Peso \| Alto \| 60 m hs \| Asta \| 1000 m \| \| ---- \| ------ \| ------- \| ------ \| ------- \| ------ \| ------- \| \| 6"79 \| 8,16 m \| 14,56 m \| 2,03 m \| 7"68 \| 5,20 m \| 2'32"77 \| |                                                            |                           |               |                         |         |
| Marcia 5 000 m    | 18'23"55 | Michail Ščennikov                                          | Unione Sovietica          | 10 marzo 1991 | Siviglia, Spagna        |         |
| Staffetta 4×400 m | 3'01"77 | Karol Zalewski Rafał Omelko Łukasz Krawczuk Jakub Krzewina | Polonia Squadra nazionale | 4 marzo 2018  | Birmingham, Regno Unito |         |
| 60 m              | Lungo | Peso                                                       | Alto                      | 60 m hs       | Asta                    | 1000 m  |
| 6"79              | 8,16 m | 14,56 m                                                    | 2,03 m                    | 7"68          | 5,20 m                  | 2'32"77 |

### Femminili
Statistiche aggiornate a Belgrado 2022.
| Specialità        | Prestazione | Atleta                                                        | Nazione                       | Data          | Luogo                               |
| ----------------- | --- | ------------------------------------------------------------- | ----------------------------- | ------------- | ----------------------------------- |
| 60 m piani        | 6"95 | Gail Devers                                                   | Stati Uniti                   | 12 marzo 1993 | Toronto, Canada                     |
| 200 m piani       | 22"15 | Irina Privalova                                               | Russia                        | 14 marzo 1993 | Toronto, Canada                     |
| 400 m piani       | 50"04 | Olesja Krasnomovec                                            | Russia                        | 12 marzo 2006 | Mosca, Russia                       |
| 800 m piani       | 1'56"90 | Ludmila Formanová                                             | Rep. Ceca                     | 7 marzo 1999  | Maebashi, Giappone                  |
| 1 500 m piani     | 3'57"19 | Gudaf Tsegay                                                  | Etiopia                       | 19 marzo 2022 | Belgrado, Serbia                    |
| 3 000 m piani     | 8'33"82 | Elly van Hulst                                                | Paesi Bassi                   | 4 marzo 1989  | Budapest, Ungheria                  |
| 60 m ostacoli     | 7"70 | Kendra Harrison                                               | Stati Uniti                   | 3 marzo 2018  | Birmingham, Regno Unito             |
| Salto in alto     | 2,05 m | Stefka Kostadinova                                            | Bulgaria                      | 8 marzo 1987  | Indianapolis, Stati Uniti d'America |
| Salto con l'asta  | 4,95 m | Sandi Morris                                                  | Stati Uniti                   | 3 marzo 2018  | Birmingham, Regno Unito             |
| Salto in lungo    | 7,23 m | Brittney Reese                                                | Stati Uniti                   | 11 marzo 2012 | Istanbul, Turchia                   |
| Salto triplo      | 15,74 m | Yulimar Rojas                                                 | Venezuela                     | 20 marzo 2022 | Belgrado, Serbia                    |
| Getto del peso    | 20,67 m | Valerie Adams                                                 | Nuova Zelanda                 | 8 marzo 2014  | Sopot, Polonia                      |
| Pentathlon        | 5 013 punti | Natalija Dobryns'ka                                           | Ucraina                       | 9 marzo 2012  | Istanbul, Turchia                   |
| Pentathlon        | \| 60 m hs \| Alto \| Peso \| Lungo \| 800 m \| \| ------- \| ------ \| ------- \| ------ \| ------- \| \| 8"38 \| 1,84 m \| 16,51 m \| 6,57 m \| 2'11"15 \| |                                                               |                               |               |                                     |
| Marcia 3 000 m    | 11'49"73 | Elena Nikolaeva                                               | Russia                        | 13 marzo 1993 | Toronto, Canada                     |
| Staffetta 4×400 m | 3'23"85 | Quanera Hayes Georganne Moline Shakima Wimbley Courtney Okolo | Stati Uniti Squadra nazionale | 4 marzo 2018  | Birmingham, Regno Unito             |
| 60 m hs           | Alto | Peso                                                          | Lungo                         | 800 m         |                                     |
| 8"38              | 1,84 m | 16,51 m                                                       | 6,57 m                        | 2'11"15       |                                     |

## Medagliere generale
Statistiche aggiornate a Belgrado 2022.
Nota: sono in corsivo le nazioni non più esistenti
| Posizione | Paese                       | Oro | Argento | Bronzo | Totale |
| --------- | --------------------------- | --- | ------- | ------ | ------ |
| 1         | Stati Uniti                 | 117 | 84      | 77     | 278    |
| 2         | Russia                      | 50  | 42      | 37     | 129    |
| 3         | Etiopia                     | 30  | 11      | 12     | 53     |
| 4         | Unione Sovietica            | 21  | 17      | 16     | 54     |
| 5         | Cuba                        | 19  | 17      | 15     | 51     |
| 6         | Gran Bretagna               | 18  | 32      | 30     | 80     |
| 7         | Giamaica                    | 17  | 22      | 13     | 52     |
| 8         | Francia                     | 15  | 12      | 20     | 47     |
| 9         | Germania                    | 14  | 20      | 25     | 59     |
| 10        | Svezia                      | 12  | 8       | 9      | 29     |
| 11        | Germania Est                | 12  | 7       | 4      | 23     |
| 12        | Romania                     | 10  | 10      | 10     | 30     |
| 13        | Ucraina                     | 9   | 16      | 9      | 34     |
| 14        | Canada                      | 9   | 6       | 16     | 31     |
| 15        | Bulgaria                    | 9   | 6       | 7      | 22     |
| 16        | Kenya                       | 8   | 14      | 15     | 37     |
| 17        | Rep. Ceca                   | 8   | 8       | 10     | 26     |
| 18        | Australia                   | 7   | 10      | 6      | 23     |
| 19        | Italia                      | 7   | 6       | 13     | 26     |
| 20        | Mozambico                   | 7   | 1       | 1      | 9      |
| 21        | Marocco                     | 6   | 5       | 8      | 19     |
| 22        | Paesi Bassi                 | 6   | 5       | 7      | 18     |
| 23        | Grecia                      | 6   | 2       | 5      | 13     |
| 24        | Irlanda                     | 6   | 2       | 2      | 10     |
| 25        | Nuova Zelanda               | 6   | 0       | 6      | 12     |
| 26        | Polonia                     | 5   | 13      | 17     | 35     |
| 27        | Brasile                     | 5   | 7       | 6      | 18     |
| 28        | Portogallo                  | 5   | 5       | 5      | 15     |
| 29        | Bahamas                     | 4   | 7       | 9      | 20     |
| 30        | Spagna                      | 3   | 22      | 15     | 40     |
| 31        | Cina                        | 3   | 9       | 7      | 19     |
| 32        | Bielorussia                 | 3   | 8       | 7      | 18     |
| 33        | Sudafrica                   | 3   | 5       | 2      | 10     |
| 34        | Belgio                      | 3   | 4       | 4      | 11     |
| 35        | Kazakistan                  | 3   | 4       | 3      | 10     |
| 36        | Svizzera                    | 3   | 3       | 4      | 10     |
| 37        | Venezuela                   | 3   | 0       | 0      | 3      |
| 38        | Nigeria                     | 2   | 7       | 3      | 12     |
| 39        | Cecoslovacchia              | 2   | 4       | 2      | 8      |
| 40        | Germania Ovest              | 2   | 2       | 3      | 7      |
| 40        | Ungheria                    | 2   | 2       | 3      | 7      |
| 42        | Burundi                     | 2   | 2       | 0      | 4      |
| 43        | Croazia                     | 2   | 1       | 3      | 6      |
| 44        | Serbia                      | 2   | 1       | 1      | 4      |
| 44        | Sudan                       | 2   | 1       | 1      | 4      |
| 46        | Atleti Neutrali Autorizzati | 2   | 1       | 0      | 3      |
| 47        | Grenada                     | 2   | 0       | 0      | 2      |
| 48        | Qatar                       | 1   | 3       | 2      | 6      |
| 49        | Danimarca                   | 1   | 3       | 1      | 5      |
| 50        | Costa d'Avorio              | 1   | 3       | 0      | 4      |
| 51        | Trinidad e Tobago           | 1   | 2       | 4      | 7      |
| 52        | Brunei                      | 1   | 2       | 3      | 6      |
| 53        | Norvegia                    | 1   | 1       | 2      | 4      |
| 54        | Bermuda                     | 1   | 1       | 1      | 3      |
| 55        | Ghana                       | 1   | 1       | 0      | 2      |
| 55        | Namibia                     | 1   | 1       | 0      | 2      |
| 57        | Algeria                     | 1   | 0       | 1      | 2      |
| 58        | Corea del Sud               | 1   | 0       | 0      | 1      |
| 58        | Costa Rica                  | 1   | 0       | 0      | 1      |
| 58        | Finlandia                   | 1   | 0       | 0      | 1      |
| 58        | Gibuti                      | 1   | 0       | 0      | 1      |
| 62        | Austria                     | 0   | 4       | 1      | 5      |
| 63        | Slovenia                    | 0   | 3       | 3      | 6      |
| 64        | Estonia                     | 0   | 2       | 1      | 3      |
| 64        | Islanda                     | 0   | 2       | 1      | 3      |
| 66        | Camerun                     | 0   | 2       | 0      | 2      |
| 66        | Saint Kitts e Nevis         | 0   | 2       | 0      | 2      |
| 68        | Barbados                    | 0   | 1       | 1      | 2      |
| 68        | Botswana                    | 0   | 1       | 1      | 2      |
| 68        | Lettonia                    | 0   | 1       | 1      | 2      |
| 71        | Isole Cayman                | 0   | 1       | 0      | 1      |
| 71        | Panama                      | 0   | 1       | 0      | 1      |
| 71        | Turchia                     | 0   | 1       | 0      | 1      |
| 74        | Giappone                    | 0   | 0       | 3      | 3      |
| 75        | Jugoslavia                  | 0   | 0       | 2      | 2      |
| 75        | Lituania                    | 0   | 0       | 2      | 2      |
| 75        | Messico                     | 0   | 0       | 2      | 2      |
| 78        | Antille Olandesi            | 0   | 0       | 1      | 1      |
| 78        | Arabia Saudita              | 0   | 0       | 1      | 1      |
| 78        | Cile                        | 0   | 0       | 1      | 1      |
| 78        | Cipro                       | 0   | 0       | 1      | 1      |
| 78        | Gabon                       | 0   | 0       | 1      | 1      |
| 78        | Isole Vergini Britanniche   | 0   | 0       | 1      | 1      |
| 78        | RD del Congo                | 0   | 0       | 1      | 1      |
| 78        | Rep. Dominicana             | 0   | 0       | 1      | 1      |
| 78        | Senegal                     | 0   | 0       | 1      | 1      |
| 78        | Suriname                    | 0   | 0       | 1      | 1      |
| 78        | Uganda                      | 0   | 0       | 1      | 1      |
| Totale    | Totale                      | 506 | 509     | 511    | 1526   |